# می پروبین

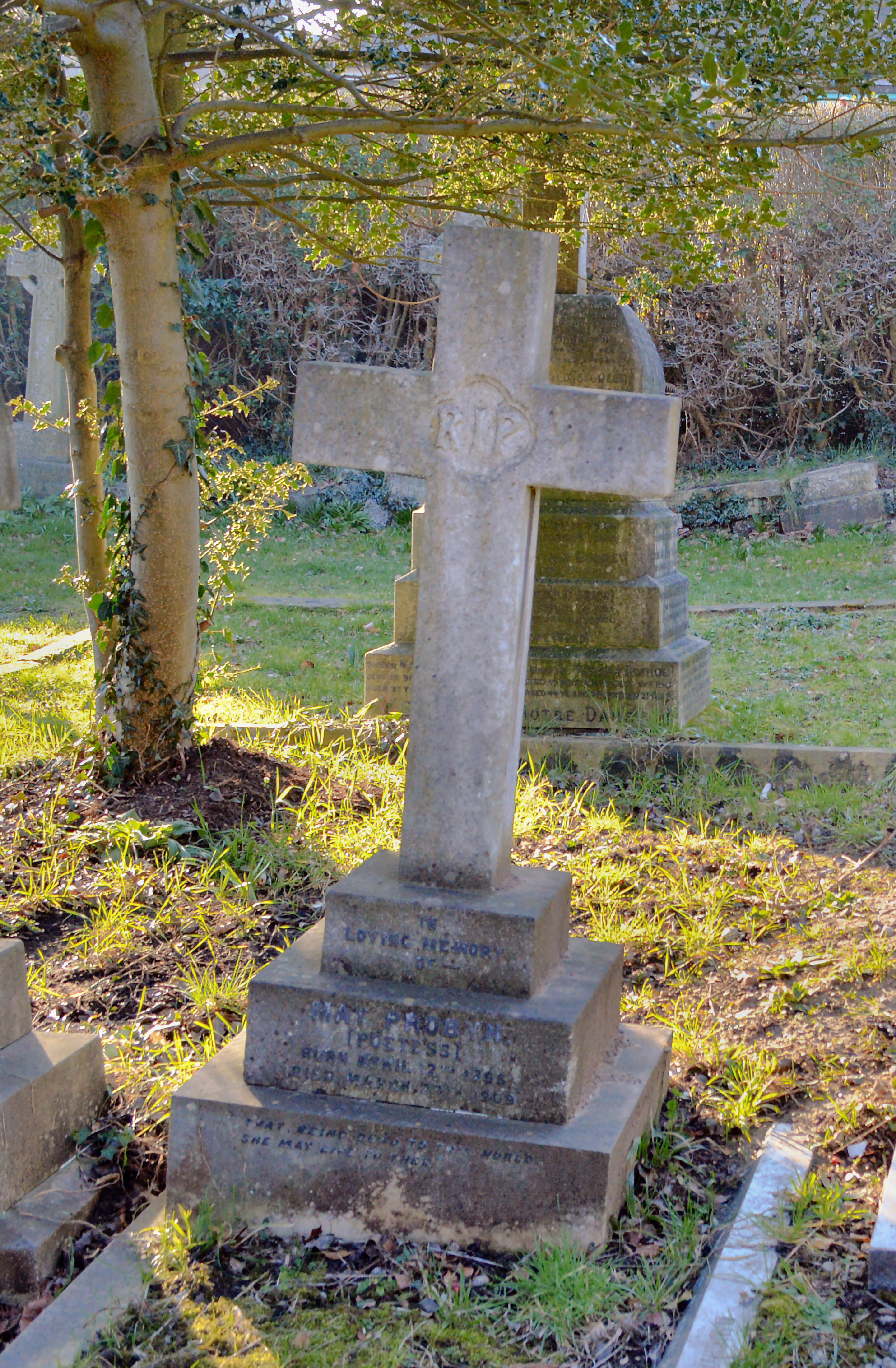
مری مگدالن، مورتلیک

جولیانا ماری لوئیزا پروبین، شناخته شده به عنوان می (۱۲ آوریل ۱۸۵۶ – ۲۹ مارس ۱۹۰۹) شاعر انگلیسی بود.
پروبین در کلیسای کاتولیک رومی سنت ماری مگدالن، مورتلیک به خاک سپرده شده‌است.

## آثار
- یک بار! دو برابر! سه بار و دور! رمان. (۱۸۷۸ میلادی)
- رابرت ترسیلیان. یک داستان (۱۸۸۰ میلادی)
- چه کسی خروس رابین را کشت؟ (۱۸۸۰ میلادی)
- اشعار (۱۸۸۱ میلادی)
- تصنیف جاده و شعرهای دیگر (۱۸۸۳ میلادی)
- شعر او «آیا آن چیزی برای تو نیست» در زبان انگلیسی کتاب آکسفورد وجود دارد.